# Analyseur de charbon
Les analyseurs de charbon  sont des instruments fournissant en temps quasi-réel des données sur la nature et composition du charbon pendant ou après son extraction. 
Utilisant des méthodes non destructives, les analyseurs en ligne équipant les convoyeurs de charbons permettent d'obtenir des informations précises sur certaines caractéristiques physicochimiques du charbon transporté, en particulier sur le « rang du charbon » et sa teneur en certains éléments recherchés ou indésirables. 

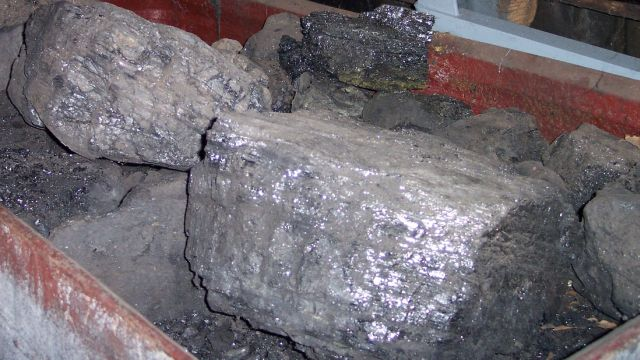
Selon son origine, dans une même veine ou mine de charbon, la houille peut avoir des qualités différentes qu'il est intéressant de connaitre.

Ils remplacent ou complètent l'analyse en laboratoire, qui demandait souvent deux à trois heures pour les données simples (humidité, teneur en soufre ou cendre) et jusqu'à 24 heures ou plus pour des données plus complètes ou précises. Les défis techniques concernaient et concernent encore la rapidité d'analyse .

## Enjeux, utilité, usages

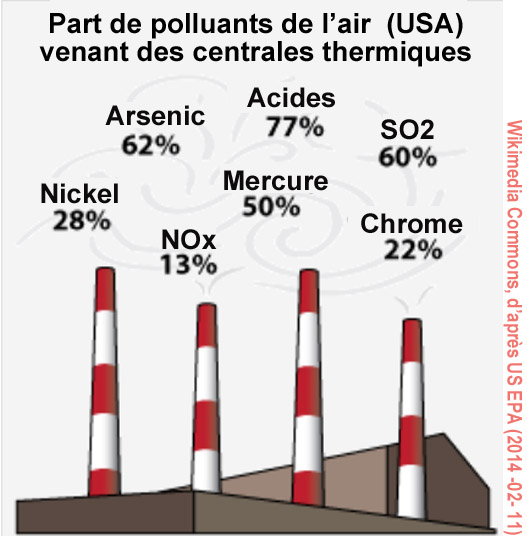
Part de certains polluants de l'air provenant de centrales électriques thermiques aux États-Unis, selon l'EPA.
C'est d'abord dans ce pays que les analyseurs ont été les plus utilisés, notamment pour diminuer la pollution des centrales au charbon.

La qualité du charbon utilisé peut avoir d'importantes répercussion sur la chaleur et l'électricité produite par une centrale thermique, ainsi que sur ses coûts d'entretien .
Des analyseurs sont utilisés en amont de la filière par certains producteurs de charbon pour trier, catégoriser et étiqueter des échantillons ou dans la chaine de production au niveau du lavoir à charbon pour trier le charbon avec plus de précisions. 
Plus en aval de la filière charbonnière, de tels analyseurs sont aussi utilisés dans les centrales au charbon pour déterminer en temps réel la qualité du charbon pour plusieurs paramètres d'intérêt, afin d'adapter les conditions de fonctionnement des installations de tri, homogénéisation, combustion (ou de nettoyage des fumées et gaz de combustion...) aux qualités ou défauts du charbon, notamment pour limiter les pertes par scorification du charbon par fusion de certains composants non combustibles,.
En 2002, PacifiCorp (dans la centrale de Hunter dans l'Utah qui reçoit un flux continu de charbons différents provenant par camions de plusieurs mines de charbon) a développé une application différente d'un analyseur de charbon pour contrôler la température de fusion des résidus (cendres) et réduire les pertes dues à leur scorification. Cet analyseur devait pouvoir mesurer de nombreux constituants des résidus de combustion pour déterminer dans quelle proportion et à partir de quelle température ils allaient fondre (selon le type de charbon ou de mélange utilisé). Un nouvel analyseur (« Thermo Electron Corporation CQM analyzer » fourni par Thermo Electron Corporation) a permis d'analyser, chaque minute la teneur du charbon en dioxyde de silicium (SiO2), alumine (Al2O3), oxyde de fer(III) (Fe2O3), oxyde de calcium (CaO), dioxyde de titane (TiO2), oxyde de potassium (K2O) et oxyde de sodium (Na2O ; paramètre qui joue un rôle important dans la scorification et qui peut conduire au rejet du charbon par certains clients), permettant à l'industriel via le mélange de différentes qualités de charbon de contrôler le type de résidu formé (cendre plutôt que mâchefer), ce qui a permis à l'industriel d'améliorer ses rendements et de limiter le nombre de pannes liées à l'encrassage par les résidus.
Leur utilisation permet d'optimiser le fonctionnement des grandes chaudières au charbon, mais aussi d'en réduire les coûts de fonctionnement.

## Histoire
Les analyses chimiques ou thermomécaniques de charbon ou de résidus de charbon étaient autrefois faites en laboratoire ou  dans un petit laboratoire (situé sur place dans le cas des grandes installations). 
Les analyseurs automatiques de charbon ont été introduits au début des années 1980, d'abord aux États-Unis et en Australie où les centrales au charbon sont nombreuses. Ils ont d’abord servi à vérifier la qualité du charbon livré et à mieux répondre aux réglementations sanitaires et environnementales portant sur la qualité de l’air et des émissions industrielles. Ils ont rapidement utilisé des technologies neutroniques (années 1990).
La demande pour les analyseurs de charbon a été la plus élevée aux États-Unis en raison d'un règlement (Clean Air Act Amendements de 1977) qui impose aux centrales au charbon de mesurer et diminuer leurs émissions d'aérosols soufrés et certains autres composés acides et polluants. 
En 2005, plus de 600 analyseurs de charbon étaient en usage dans le monde, la plupart étant monté de manière permanente sur une bande transporteuse existante. D'autres sont utilisés pour étudier des échantillons prélevés en différents points du process.

## Paramètres analysés
Les paramètres intéressants l'industrie sont :
- la teneur en eau (humidité, exprimée en pourcentage),
- la valeur énergétique  (ou « contenu thermique », exprimé en kJ/kg ou Btu/lb)
- le pouvoir calorifique (exprimé en kJ/kg), chaleur fournie par la combustion d'un kg de charbon ;
- la teneur en résidus solides après combustion du charbon (cendres), résidus qui peuvent contenir des polluants, métalliques notamment, de 20 à 120 ppm de métaux radioactifs (uranium, thorium, radium…), qui se concentrent dans les tas de cendres issus de la combustion du charbon, ce qui contribue à la pollution de l'environnement ;
- la teneur en soufre exprimée en pourcentage ; la présence de dioxyde de soufre (et de traces de mercure ou d'autres métaux) dans les fumées de combustion contribue à la pollution de l'environnement.
- la teneur en matières volatiles (MV) exprimée en pourcentage de la masse totale (il s'agit du méthane et d'hydrogène principalement qui s'échapperont de la matrice charbonneuse sous l'effet de la chaleur ; comme elles s'enflamment facilement, elles accélèrent la combustion.

## Typologie de matériels
- Les analyseurs les plus sophistiqués utilisent généralement l'analyse chimique par activation neutronique qui est maintenant une méthode analytique sensible et adaptée au besoin d'analyser rapidement la pureté d'un échantillon, sans besoin de solubiliser ou préparer l’échantillon de houille qui est simplement fortement mais brièvement irradié par un flux de neutrons. Les impuretés contenues dans le charbon réagissent en produisant via des réactions nucléaires des isotopes instables, lesquels sont identifiés et quantifiés par l'analyseur (via le spectre des rayons γ qu'ils émettent). 
D'autres technologies émergentes pour l'analyse élémentaire sont basées sur la spectroscopie sur plasma induit par laser aussi dite LIBS (pour Laser Induced Breakdown Spectroscopy bien adaptés à l'analyse de la teneur en soufre et en cendres et qui peut aussi mesurer le Na et Mg ce que ne pouvait pas faire les analyseurs basés sur l'activation gamma (PGNAA[10], également utilisés dans les cimenteries[11]).

- La plupart des indicateurs de taux de cendre sont basés sur le principes d'atténuation gamma, via l'activation gamma ou PGNAA (Prompt gamma neutron activation analysis), qui sont bien adaptés à l'analyse de la teneur en soufre et en cendres

- L'humidimètre est l'appareil complémentaire qui indique le taux d'eau de l'échantillon.
Cet appareil est souvent associé aux analyseurs élémentaires, mais il peut être  utilisé seul et indépendamment, ou en combinaison avec des jauges de cendres. 
Il utilise généralement un générateur de micro-ondes. Une nouvelle génération d'humidimètres utilise la résonance magnétique (IRM) et offre une mesure plus rapide et directe.

- Selon DW Kim et al (2009) avec un calibrage régulier, un détecteur multi-longueur d'onde analysant le proche infrarouge (1680, 1942, 2100, 2180, 2300 nanomètres)  donne des résultats (pour l'humidité, les matières volatiles, le carbone, l'hydrogène et la valeur calorique avec un niveau de confiance de 90 % (conforme à la norme ASTM/ISO)[12].

- Un système utilisant aucune source radioactive a été développé. C'est la radioactivité intrinsèque du matériau qui est étudiée, dans une boite de plomb protégeant les capteurs des interférences avec le rayonnement ambiant ou d'origine stellaire[13].